# Рудольф Фальб
Рудольф Фальб (14 квітня 1838, Обдах (Штирія, Австрійська імперія) — 29 вересня 1903, Шенеберг, Німецька імперія) — австрійський популяризатор природознавства, який займався землетрусами, метеорологією, астрономією, а також еволюційною лінгвістичною мовою. Він розробив гіпотезу місячно-сонячної повені про землетруси і вулканізм, засновану на концепції підземних лавових припливів, яку наукове співтовариство ґрунтовно спростувало ще за його життя; тим не менш, він досяг значної популярності завдяки начебто вірним прогнозам кількох сейсмічних подій. Тривала спадщина Фальба полягає в тому, що він популяризував концепцію позаземного впливу геофізичних явищ, хоча його концепції щодо походження землетрусів були помилковими.

## Священик і вчитель
Фальб, син мельника, відвідував школу в абатстві Святого Ламбрехта, а потім вивчав теологію в університеті Граца. Він був висвячений на католицького священика в 1862 році і недовго служив капеланом в Кайнах бей-Фойтсберг, а потім у душпастирстві. Однак незабаром він став викладачем релігії та німецької мови в купецької академії в Граці, де Петер Розеґгер був одним із його учнів. За цей час Фальб віддалився від католицизму, відмовившись від свого священництва в 1866 році — перейшов у протестантизм у 1872 р.

## Місячно-сонячна теорія повені
Фальб переїхав до Праги, де отримав посаду репетитора в дворянській родині. Це забезпечило йому достатньо коштів для вивчення математики, фізики та астрономії в Карловому університеті, а пізніше геології у Віденському університеті. Немає жодних записів про те, щоб він здобув академічний ступінь в будь-якоиу закладі.
У 1868 році Рудольф заснував популярний астрономічний журнал «Сіріус» і почав розвивати свою «теорію місячно-сонячної повені», опубліковану в 1869 році . Центральним пунктом цієї гіпотези було те, що землетруси спричиняються приливними силами, що діють на підземні озера лави (викликаючи землетруси) та її підйомом через земну кору (викликаючи виверження вулканів). Передбачуючи потужність цих сил, залежно від положень Сонця та Місяця один відносно одного, Фальб приступив до постулювання «Критичних днів», під час яких з більшою ймовірністю відбуваються геофізичні катастрофи. Згодом він розширив цю гіпотезу, яка спочатку мала міцні зв'язки з ідеями, висунутими французьким математиком Алексісом Перре, включивши довгострокове прогнозування погоди. Гіпотеза Фальба набула широкого розголосу, коли він зробив прогнози, які, здавалося, справдилися після землетрусу в Беллуно 1873 року та виверження на горі Етна в 1874 році .
Проте фундаментальними недоліками цієї гіпотези були ті, які дискваліфікують її як наукову теорію, а саме: недостатня конкретність і точність прогнозів щодо статистично очікуваних рівнів, а також притаманна неспростовність, сукупним ефектом якої є нефальсифікованість. «Критичними днями» Фальб вважав дні, коли місяць був повним, новим або в його вузлових положеннях (тобто чотири дні на місяць). До цього були додані дні рівнодення (2 на рік) і дні, коли Земля перебувала в апікальних положеннях своєї орбіти (2 на рік). Оскільки Фальб стверджував, що кожному з цих днів передують і слідують 2–3 дні, які він також вважав критичними (хоча меншими), приблизно третина всіх днів року відповідала деяким критеріям «критичності» відповідно до місячно-сонячної гіпотези. Більше того, заявивши, що фактичне настання передбачуваних подій не є обов'язковим, Фальб імунізував себе від невдач, в той час як він міг (і буде) завжди стверджувати, що успіхи підтверджують його гіпотезу — характерну ознаку передбачень у псевдонауці .
Фальб також зустрів найрішучіший опір наукового істеблішменту з геофізичних ознак. Серед його найбільш рішучих і відвертих академічних опонентів були один із засновників сейсмотектоніки Рудольф Хернес у Граці, директор Австрійської метеорологічної служби Йозеф М. Пернтер в Інсбруку та британський винахідник сучасного сейсмографа Джон Мілн .
Незважаючи на це грізне й стійке наукове протистояння, Фальб вплинув на громадську думку щодо сейсмічних явищ до такої міри, що дві великі німецькі енциклопедії — Brockhaus Enzyklopädie і Meyers Konversations-Lexikon — обидві згадували Фальба та його теорію у виданнях, опублікованих протягом кінця 19 ст. Він також здобув певну популярність в англомовному світі. У лондонському журналі Murray's Magazine було опубліковано оцінку його прогнозів землетрусу, яку передрукувала The New York Times.

## Лінгвістичні гіпотези
У 1877 році Рудольф Фальб подорожував Південною Америкою для вивчення вулканічних явищ і настільки захопився місцевою етнічною культурою, що залишився там набагато довше, ніж планував. Перебуваючи в Болівії, він став фаворитом президента Іларіона Даси, але був змушений покинути країну, коли Даса був відсторонений від посади в 1879 році. Після перерв у Каліфорнії та Нью-Йорку Фальб повернувся до Австрії, але потім переїхав до Лейпцига, де одружився з Петрін фон Лабічбург, вчителькою початкової школи. Там він почав ще один шквал суперечок у 1883—1888 роках, коли опублікував книги про цивілізацію інків, використовуючи такі мови, як аймара та кечуа, як «оригінальні мови людства» та пов'язуючи їх із семітськими мовами. Ці твори не отримали широкого розголосу, яким все ще продовжувала користуватися теорія місячно-сонячної повені.

## Останні роки
Незважаючи на те, що він все більше страждав від паралітичної хвороби хребта, Фалб продовжував публікувати календарі «Критичних днів» (починаючи з 1888 року) та інші твори, які ставали все більш ексцентричними, включаючи міфи про потоп і льодовикові періоди. З дружиною та їхніми п'ятьма дітьми він провів наступні 15 років у все більш жахливих економічних умовах, переїжджаючи між Берліном, його рідним містом Обдах, Лейпцигом і, нарешті, знову Берліном, де Рудольф Фальб помер у 1903 році у віці 65 років.